# 北極星1号
北極星1号（ほっきょくせいいちごう）は、朝鮮民主主義人民共和国（北朝鮮）が開発した潜水艦発射弾道ミサイル（SLBM）である。NATOコードネームはKN-11。

## 開発

### 最初の発射
2015年5月4日、朝鮮中央テレビが放送した記録映画『敬愛する最高司令官金正恩同志が人民軍隊事業を現地で指導』の中で、金正恩第一書記がSLBMの打ち上げを視察する映像が公開された。。5月9日、朝鮮中央通信は潜水艦発射弾道ミサイルの打ち上げに成功したと報じ、ミサイルの打ち上げの瞬間を視察する金正恩の写真を同時に公開した。
この時の打ち上げは、北朝鮮の東海岸に位置する、咸鏡南道新浦市付近にある、新浦港付近から試射されたと推測される。

## 7回目の発射
最初の公開以降に行われた5回の発射実験の後、2016年8月24日に再度北極星1号の発射実験が行われ、ミサイルは咸鏡南道の新浦沖から東北方向に約500km飛行して日本の防空識別圏内の海上に落下した。これまでに外部世界で確認されている北極星1号の最大飛行距離は30km程度に過ぎなかったが、この発射実験で北極星1号の開発に一定の進展があったとみられている。

## 設計
北極星1号の外観は、旧ソ連で配備されていたR-27（SS-N-6「サーブ」）に類似している。北朝鮮では、中距離弾道ミサイルR-27を元にした陸上発射型ムスダン中距離弾道ミサイルを配備している。性能も同程度だと予想されていたが、2016年8月23日の発射試験の映像で噴射炎から固体燃料を使用しているのが確実となり、R-27系列のミサイルではないことが判明した。発射方式は、高圧蒸気などを用いたコールド・ランチ方式で、キャニスターから打ち上げた後にロケットブースターに点火する。
発射プラットホームは、1993年に輸入されたゴルフ型潜水艦を基にリバースエンジニアリングされた新浦級潜水艦と推定されている。2006年の米国議会報告書によると、2003年頃に潜水艦からの発射装置が日本経由でロシアから輸入されたと言われている。また、発射筒を組み込んだ艀を用いたという説があり、実際に新浦港に艀と曳船、潜水艦が並んで停泊している衛星写真が撮影されている。韓国の聯合ニュースは曳船が写っている写真を公表し、北朝鮮メディアが公開した画像は編集されたものと報じた。

## 公開画像・映像
軍事評論家の野木恵一は、公開された映像に対して金正恩がミサイルを指さしているタイミングやミサイルとの距離から、合成写真である可能性が高いと指摘した。
北朝鮮の対韓国ウェブサイト「わが民族同士」には、北極星1号の打ち上げ試験映像『時事カメラフォーカス：朝鮮、世界でいくつかの軍事強国だけが独占している戦略潜水艦弾道ミサイル開発』が公開されているが、この映像がアメリカ海軍のSLBMトライデントIの発射映像を加工しただけのものである可能性が指摘されている。2015年5月20日には、米高官も映像が加工されている可能性が高いと証言した

## 参考資料
1. ↑  「北極星1号」の発射映像　デイリーNKチャンネル-Youtube
2. 1 2 3 4  野木恵一「発射映像は捏造か本物か!?　潜水艦発射弾道ミサイル『北極星１号』の正体 金正恩が手にした新たな『玩具』」『軍事研究』2015年9月号 ジャパン・ミリタリー・レビュー
3. ↑  北朝鮮、潜水艦から弾道ミサイル発射　500km飛行、日本の防空識別圏に落下 ハフィントンポスト 2016年8月24日
4. ↑  小林正男「現代の艦載ミサイル① 潜水艦発射弾道ミサイル」 『世界の艦船』通巻868号（2017年11月号） 海人社 P.81
5. ↑  北朝鮮、日本を通じ旧ソ連製ＳＬＢＭ発射装置輸入か｜Joongang Ilbo｜中央日報
6. ↑  北朝鮮の「潜水艦発射」にまた疑問　映像にタグボート？と韓国報道「写真編集した可能性」-産経ニュース
7. ↑  北朝鮮「SLBM映像」 米国潜水艦ミサイル動画の盗用が明らかに｜DailyNK Japan（デイリーNKジャパン）
8. ↑  高英起「北朝鮮が潜水艦ミサイル映像を公開　しかし米国ミサイル映像のパクリだった！」-個人-Yahoo!ニュース
9. ↑  北朝鮮のＳＬＢＭ映像は「加工」　米統参副議長-産経ニュース